# Pfauenelfe
Die Pfauenelfe (Lophornis pavoninus) ist eine Vogelart aus der Familie der Kolibris (Trochilidae), die in Venezuela, Guyana, Brasilien und Bolivien vorkommt. Der Bestand wird von der IUCN als „nicht gefährdet“ (least concern) eingeschätzt.

## Merkmale
Die Pfauenelfe erreicht eine Körperlänge von ca. 9,7 cm. Das Männchen hat einen kurzen geraden schwarzen Schnabel. Der Kopf glitzert goldengrün mit einem schwarzen Mittelstrich. Die Oberseite scheint dunkel grün mit einem weißen Band über dem Bürzel. Die Kehle ist schwarz, die breiten schimmernden grünen Backenbüschel haben große schwärzlich blaue Flecken im hinteren Bereich, zur Mitte hin fuchsrote mit weißen Flecken. Der Rest der Unterseite ist gräulich grün. Der leicht gegabelte Schwanz ist violett bronzefarben. Dem Weibchen fehlen die Backenbüschel. Die Oberseite ist golden bronzefarben mit gelbbraunem weißen Band über dem Bürzel. Die Kehle hat schwarze Streifen, die seitlichen Federn sind länglich schwarz und weiß. Der Rest der Unterseite ist schwarz, weiß und grün gefleckt. Der gräuliche Schwanz hat eine breite violett bronzene subterminale Binde. Die äußeren Steuerfedern sind an der Spitze weiß. Immature Jungtiere ähneln den Weibchen.

## Verhalten und Ernährung
Die Pfauenelfe bezieht ihren Nektar von Pflanzen der Gattungen Inga, Wandelröschen, Rubus, Salbei und der Familien der Bromeliengewächse, der Rautengewächse sowie der Korbblütler. Gliederfüßer sammelt sie vom Blattwerk ab. Man kann bis zu fünf Individuen gleichzeitig an blühenden Bäumen beobachten, doch können dies auch nur einzelne Exemplare sein.

## Brut
Über die Brutsaison der Pfauenelfe liegen keine gesicherten Daten vor. Das kelchartige Nest wird an horizontalen Verzweigungen ca. 2 Meter über dem Boden angebracht. Ein Gelege besteht aus zwei Eiern. Die Brutzeit dauert zwischen 13 und 14 Tagen und die Eier werden ausschließlich vom Weibchen bebrütet. Mit 20 Tagen werden die Nestlinge flügge.

## Lautäußerungen
Der Gesang der Pfauenelfe ist bisher noch nicht wissenschaftlich beschrieben.

## Verbreitung und Lebensraum

Verbreitungsgebiet (grün) der Pfauenelfe

Die Pfauenelfe bevorzugt Regenwald, Wolken- und Nebelwald, Lichtungen und Waldränder in Höhenlagen von 500 bis 2000 Meter.

## Migration
Die Pfauenelfe gilt normalerweise als Standvogel, doch im Südosten Venezuelas scheint es Wanderbewegungen zu geben. Hier scheinen Populationen von der Sierra de Lema weiter zu ziehen, da sie dort nur in der Regenzeit besonders häufig vorkommen. Auch geschlechterspezifische Wanderungen scheinen möglich.

## Unterarten
Es sind zwei Unterarten bekannt:
- Lophornis pavoninus pavoninus Salvin & Godman, 1882[3] – die Nominatform ist am Ptari- und am Roraima-Tepui im Südosten Venezuelas und im nördlichen zentralen Brasilien sowie in den Merume-Bergen in Guyana verbreitet.
- Lophornis pavoninus duidae Chapman, 1929[4] kommt am Berg Duida im Südosten Venezuelas vor. Die Unterart hat einen breiten Mittelstreifen am Oberkopf. Die fuchsroten Flecken an der Basis der Backenbüschel sind deutlich reduziert, die weißen ganz abwesend.[1]

Polemistria pavonina punctigula (Zimmer & Phelps, 1946) ist ein Synonym für die Nominatform.

## Etymologie und Forschungsgeschichte
Die Erstbeschreibung der Pfauenelfe erfolgte 1882 durch Osbert Salvin und Frederick DuCane Godman unter dem wissenschaftlichen Namen Lophornis pavoninus. Das Typusexemplar wurde von Henry Whitely gesammelt und stammte von den Merume-Bergen. 1829 führte Lesson die neue Gattung Lophornis u. a. für die Schmuckelfe ein. Lophornis setzt sich aus den griechischen Wörtern λόφος lóphos für „Helmbusch, (Hahnen-)Kamm“ und όρνις órnis für „Vogel“ zusammen. Der Artname pavoninus bedeutet „pfaugleich“ vom lateinischen pavo, pavonis für „Pfau“. Duidae bezieht sich auf den Fundort, den Berg Duida. Punctigula ist ein lateinisches Wortgebilde aus punctumm pungere für „Fleck, durchlöchern“ und gula für „Kehle“.